# Grand Prix Formule 1 van Hongarije 2024
De Grand Prix Formule 1 van Hongarije 2024 werd verreden op 21 juli op de Hungaroring in Mogyoród nabij Boedapest. Het was de dertiende race van het seizoen.

## Vrije trainingen

### Uitslagen
- Enkel de top vijf wordt weergegeven.

| Vrije training 1 | Pos. | Nr. | Coureur          | Constructeur               | Tijd     |
| ---------------- | ---- | --- | ---------------- | -------------------------- | -------- |
| Vrije training 1 | 1    | 55  | Carlos Sainz jr. | Ferrari                    | 1:18.713 |
| Vrije training 1 | 2    | 1   | Max Verstappen   | Red Bull Racing-Honda RBPT | 1:18.989 |
| Vrije training 1 | 3    | 16  | Charles Leclerc  | Ferrari                    | 1:19.011 |
| Vrije training 1 | 4    | 63  | George Russell   | Mercedes                   | 1:19.137 |
| Vrije training 1 | 5    | 24  | Zhou Guanyu      | Kick Sauber-Ferrari        | 1:19.180 |
| Vrije training 2 | Pos. | Nr. | Coureur          | Constructeur               | Tijd     |
| Vrije training 2 | 1    | 4   | Lando Norris     | McLaren-Mercedes           | 1:17.788 |
| Vrije training 2 | 2    | 1   | Max Verstappen   | Red Bull Racing-Honda RBPT | 1:18.031 |
| Vrije training 2 | 3    | 55  | Carlos Sainz jr. | Ferrari                    | 1:18.185 |
| Vrije training 2 | 4    | 11  | Sergio Pérez     | Red Bull Racing-Honda RBPT | 1:18.255 |
| Vrije training 2 | 5    | 63  | George Russell   | Mercedes                   | 1:18.294 |
| Vrije training 3 | Pos. | Nr. | Coureur          | Constructeur               | Tijd     |
| Vrije training 3 | 1    | 4   | Lando Norris     | McLaren-Mercedes           | 1:16.098 |
| Vrije training 3 | 2    | 81  | Oscar Piastri    | McLaren-Mercedes           | 1:16.142 |
| Vrije training 3 | 3    | 1   | Max Verstappen   | Red Bull Racing-Honda RBPT | 1:16.379 |
| Vrije training 3 | 4    | 63  | George Russell   | Mercedes                   | 1:16.564 |
| Vrije training 3 | 5    | 55  | Carlos Sainz jr. | Ferrari                    | 1:16.639 |

Testcoureur in vrije training 1:
  Oliver Bearman (Haas-Ferrari) reed in plaats van Nico Hülkenberg. Hij reed een tijd van 1:20.371 en werd daarmee twintigste.

## Kwalificatie
Lando Norris behaalde de derde pole position in zijn carrière.
| Pos.                   | Nr. | Coureur          | Constructeur               | Kwalificatietijden | Kwalificatietijden | Kwalificatietijden | Grid   |
| Pos.                   | Nr. | Coureur          | Constructeur               | Q1                 | Q2                 | Q3                 | Grid   |
| ---------------------- | --- | ---------------- | -------------------------- | ------------------ | ------------------ | ------------------ | ------ |
| 1                      | 4   | Lando Norris     | McLaren-Mercedes           | 1:17.755           | 1:15.540           | 1:15.227           | 1      |
| 2                      | 81  | Oscar Piastri    | McLaren-Mercedes           | 1:17.504           | 1:15.785           | 1:15.249           | 2      |
| 3                      | 1   | Max Verstappen   | Red Bull Racing-Honda RBPT | 1:17.087 *1        | 1:15.770           | 1:15.273           | 3      |
| 4                      | 55  | Carlos Sainz jr. | Ferrari                    | 1:17.244           | 1:15.885           | 1:15.696           | 4      |
| 5                      | 44  | Lewis Hamilton   | Mercedes                   | 1:17.087 *1        | 1:16.307           | 1:15.854           | 5      |
| 6                      | 16  | Charles Leclerc  | Ferrari                    | 1:17.437           | 1:15.891           | 1:15.905           | 6      |
| 7                      | 14  | Fernando Alonso  | Aston Martin-Mercedes      | 1:17.624           | 1:16.117           | 1:16.043           | 7      |
| 8                      | 18  | Lance Stroll     | Aston Martin-Mercedes      | 1:17.405           | 1:16.075           | 1:16.244           | 8      |
| 9                      | 3   | Daniel Ricciardo | RB-Honda RBPT              | 1:17.050           | 1:16.202           | 1:16.447           | 9      |
| 10                     | 22  | Yuki Tsunoda     | RB-Honda RBPT              | 1:17.436           | 1:16.121           | 1:16.477           | 10     |
| 11                     | 27  | Nico Hülkenberg  | Haas-Ferrari               | 1:17.362           | 1:16.317           |                    | 11     |
| 12                     | 77  | Valtteri Bottas  | Kick Sauber-Ferrari        | 1:17.487           | 1:16.384           |                    | 12     |
| 13                     | 23  | Alexander Albon  | Williams-Mercedes          | 1:17.280           | 1:16.429           |                    | 13     |
| 14                     | 2   | Logan Sargeant   | Williams-Mercedes          | 1:17.770           | 1:16.543           |                    | 14     |
| 15                     | 20  | Kevin Magnussen  | Haas-Ferrari               | 1:17.851           | 1:16.548           |                    | 15     |
| 16                     | 11  | Sergio Pérez     | Red Bull Racing-Honda RBPT | 1:17.886           |                    |                    | 16     |
| 17                     | 63  | George Russell   | Mercedes                   | 1:17.968           |                    |                    | 17     |
| 18                     | 24  | Zhou Guanyu      | Kick Sauber-Ferrari        | 1:18.037           |                    |                    | 18     |
| 19                     | 31  | Esteban Ocon     | Alpine-Renault             | 1:18.049           |                    |                    | 19     |
| 20                     | 10  | Pierre Gasly     | Alpine-Renault             | 1:18.166           |                    |                    | Pit *2 |
| Q1 107% tijd: 1:22.443 |     |                  |                            |                    |                    |                    |        |
| Bron: formula1.com     |     |                  |                            |                    |                    |                    |        |

*1 Lewis Hamilton en Max Verstappen reden dezelfde tijd tijdens de eerste kwalificatiesessie. Hamilton werd als tweede geklasseerd omdat hij de tijd als eerste op de klokken zette.

*2 Pierre Gasly moest vanuit de pit starten omdat er aan zijn wagen is gewerkt onder Parc fermé condities.
*3 Omdat de eerste kwalificatiesessie op een nat circuit verreden werd, was de 107%-regel niet van toepassing.

## Wedstrijd
Oscar Piastri behaalde de eerste Grand Prix-overwinning in zijn carrière.
| Pos.               | Nr. | Coureur          | Constructeur               | Rondes | Tijd / Oorzaak Uitval | Grid | Punten |
| ------------------ | --- | ---------------- | -------------------------- | ------ | --------------------- | ---- | ------ |
| 1                  | 81  | Oscar Piastri    | McLaren-Mercedes           | 70     | 1:38:01.989           | 2    | 25     |
| 2                  | 4   | Lando Norris     | McLaren-Mercedes           | 70     | +2.141                | 1    | 18     |
| 3                  | 44  | Lewis Hamilton   | Mercedes                   | 70     | +14.880               | 5    | 15     |
| 4                  | 16  | Charles Leclerc  | Ferrari                    | 70     | +19.686               | 6    | 12     |
| 5                  | 1   | Max Verstappen   | Red Bull Racing-Honda RBPT | 70     | +21.349               | 3    | 10     |
| 6                  | 55  | Carlos Sainz jr. | Ferrari                    | 70     | +23.073               | 4    | 8      |
| 7                  | 11  | Sergio Pérez     | Red Bull Racing-Honda RBPT | 70     | +39.792               | 16   | 6      |
| 8                  | 63  | George Russell   | Mercedes                   | 70     | +42.368               | 17   | 5 S    |
| 9                  | 22  | Yuki Tsunoda     | RB-Honda RBPT              | 70     | +1:17.259             | 10   | 2      |
| 10                 | 18  | Lance Stroll     | Aston Martin-Mercedes      | 70     | +1:17.976             | 8    | 1      |
| 11                 | 14  | Fernando Alonso  | Aston Martin-Mercedes      | 70     | +1:22.460             | 7    |        |
| 12                 | 3   | Daniel Ricciardo | RB-Honda RBPT              | 69     | +1 ronde              | 9    |        |
| 13                 | 27  | Nico Hülkenberg  | Haas-Ferrari               | 69     | +1 ronde              | 11   |        |
| 14                 | 23  | Alexander Albon  | Williams-Mercedes          | 69     | +1 ronde              | 13   |        |
| 15                 | 20  | Kevin Magnussen  | Haas-Ferrari               | 69     | +1 ronde              | 15   |        |
| 16                 | 77  | Valtteri Bottas  | Kick Sauber-Ferrari        | 69     | +1 ronde              | 12   |        |
| 17                 | 2   | Logan Sargeant   | Williams-Mercedes          | 69     | +1 ronde              | 14   |        |
| 18                 | 31  | Esteban Ocon     | Alpine-Renault             | 69     | +1 ronde              | 19   |        |
| 19                 | 24  | Zhou Guanyu      | Kick Sauber-Ferrari        | 69     | +1 ronde              | 18   |        |
| DNF                | 10  | Pierre Gasly     | Alpine-Renault             | 33     | Hydrauliek            | Pit  |        |
| Bron: formula1.com |     |                  |                            |        |                       |      |        |

S George Russell reed voor de achtste keer in zijn carrière een snelste ronde en behaalde hiermee een extra punt.

## Tussenstanden wereldkampioenschap
Betreft tussenstanden voor het wereldkampioenschap na afloop van de race.

### Coureurs
| Pos. | Nr. | Coureur          | Constructeur               | Punten |
| ---- | --- | ---------------- | -------------------------- | ------ |
| 1    | 1   | Max Verstappen   | Red Bull Racing-Honda RBPT | 265    |
| 2    | 4   | Lando Norris     | McLaren-Mercedes           | 189    |
| 3    | 16  | Charles Leclerc  | Ferrari                    | 162    |
| 4    | 55  | Carlos Sainz jr. | Ferrari                    | 154    |
| 5    | 81  | Oscar Piastri    | McLaren-Mercedes           | 149    |
| 6    | 44  | Lewis Hamilton   | Mercedes                   | 125    |
| 7    | 11  | Sergio Pérez     | Red Bull Racing-Honda RBPT | 124    |
| 8    | 63  | George Russell   | Mercedes                   | 116    |
| 9    | 14  | Fernando Alonso  | Aston Martin-Mercedes      | 45     |
| 10   | 18  | Lance Stroll     | Aston Martin-Mercedes      | 24     |
| 11   | 27  | Nico Hülkenberg  | Haas-Ferrari               | 22     |
| 12   | 22  | Yuki Tsunoda     | RB-Honda RBPT              | 22     |
| 13   | 3   | Daniel Ricciardo | RB-Honda RBPT              | 11     |
| 14   | 38  | Oliver Bearman   | Ferrari                    | 6      |
| 15   | 10  | Pierre Gasly     | Alpine-Renault             | 6      |
| 16   | 20  | Kevin Magnussen  | Haas-Ferrari               | 5      |
| 17   | 23  | Alexander Albon  | Williams-Mercedes          | 4      |
| 18   | 31  | Esteban Ocon     | Alpine-Renault             | 3      |
| 19   | 24  | Zhou Guanyu      | Kick Sauber-Ferrari        | 0      |
| 20   | 2   | Logan Sargeant   | Williams-Mercedes          | 0      |
| 21   | 77  | Valtteri Bottas  | Kick Sauber-Ferrari        | 0      |

### Constructeurs
| Pos. | Constructeur               | Punten |
| ---- | -------------------------- | ------ |
| 1    | Red Bull Racing-Honda RBPT | 389    |
| 2    | McLaren-Mercedes           | 338    |
| 3    | Ferrari                    | 322    |
| 4    | Mercedes                   | 241    |
| 5    | Aston Martin-Mercedes      | 69     |
| 6    | RB-Honda RBPT              | 33     |
| 7    | Haas-Ferrari               | 27     |
| 8    | Alpine-Renault             | 9      |
| 9    | Williams-Mercedes          | 4      |
| 10   | Kick Sauber-Ferrari        | 0      |